# Joseph Vallier
Joseph Vallier, est un avocat et un homme politique français né le 17 mai 1869 à Grenoble et mort le 26 août 1935 à Grenoble.

## Biographie
Après une licence de droit en 1899, il s'inscrit au barreau de Grenoble comme avocat. C'est l'Affaire Dreyfus qui fait de lui un homme politique. 
Sa carrière politique commence en 1901 où il devient conseiller général de Pont-en-Royans. Il siège au conseil municipal de Grenoble avec Paul Mistral lorsque le 11 janvier 1920 il est élu sénateur de l'Isère au troisième tour de vote.
Il est réélu au premier tour le 6 janvier 1924, puis le 10 octobre 1932.
Inscrit au groupe de la gauche démocratique, radicale et radicale socialiste, Joseph Vallier appartient dès 1921 à la commission de législation civile et criminelle. Il contribue à harmoniser les règles de l'état civil et du mariage et il est l'un des artisans du code de l'aviation. Il siège également à partir de 1924, à la commission d'hygiène et d'assistance, à la commission du commerce, de l'industrie du travail et des postes, à la commission de l'Algérie et à la commission des départements libérés de l'invasion. 
En 1934, il connait des problèmes de santé. Au printemps 1935, un grave conflit municipal le met aux prises avec ses amis politiques.
Le 26 août 1935, il meurt d'une congestion pulmonaire et décède à l'âge de 66 ans.
En sa qualité de premier adjoint au maire, son nom est attribué à une partie des grands boulevards de Grenoble dénommée le 18 novembre 1938, en même temps que les noms des maréchaux Foch et Joffre.

## Sources
- « Joseph Vallier », dans le Dictionnaire des parlementaires français (1889-1940), sous la direction de Jean Jolly, PUF, 1960 [détail de l’édition]